# Palsègué
Palsègué est une localité située dans le département de Pissila de la province du Sanmatenga dans la région Centre-Nord au Burkina Faso.

## Histoire
Alors que ce secteur de la région Centre-Nord avait été jusqu'alors relativement épargné par le terrorisme djihadiste, une série d'attaques menées par des groupes armés les 12 et 16 mai 2021 à Palsègué fait neuf morts dans la population dont le chef du village et trois volontaires pour la défense de la patrie (VDP), suivies d'une attaque deux jours plus tard à Firka.

## Éducation et santé
Le centre de soins le plus proche de Palsègué est le centre de santé et de promotion sociale (CSPS) de Pissila tandis que le centre hospitalier régional (CHR) se trouve à Kaya.
Le village possède une école primaire publique tandis que le collège d'enseignement général (CEG) est à Ouanobian et le lycée départemental à Pissila.